# محمد بديع موسى
محمد بديع موسى هو الشيخ د. محمد بن بديع بن أديب موسى.

## المؤهلات العلمية
- حاصل على دكتوراه تفسير وعلوم قرآن – جامعة الجزيرة – السودان – 2007 م.

عنوان الرسالة : تأويل القرآن الكريم ومذاهب الفرق فيه، وهي عبارة عن دراسة لتأويل القرآن ومعناه عند السلف والخلف وشروطه وأنواعه وضوابطه، واستعراض أبرز الفرق الضالة ودراسة أهم عقائدها وأفكارها وما تأولته من نصوص القرآن الكريم للاستدلال عليها، وردود أئمة أهل السنة على هذه التأويلات الفاسدة.
- ماجستير دراسات إسلامية ( علوم قرآن ). جامعة الجزيرة – السودان، من خلال انتظام في دراسة 12 مادة علمية ومناقشة بحث بعنوان : " النحل أمة ربانية "، وهو عبارة عن دراسة لآية النحل (( وأوحى ربك إلى النحل... )) من منظور علمي، اجتماعي ومقارنته بالتوجيهات القرآنية للمجتمع المسلم.
- بكالوريوس شريعة إسلامية – جامعة دمشق 1982م.

## نشأته
- نشأ في بيئة متدينة، ودرس العلوم الشرعية منذ الصغر عند أكابر علماء دمشق في حي الميدان.
- حفظ القرآن الكريم صغيرا في جامع منجك في حي الميدان، على يد القارئ الشيخ أحمد العسّة .

## دراسته وأساتذته
- لازم مجالس ودروس الشيخحسن حبنكة الميداني في نفس المسجد وفي منزله، في الفقه والسيرة النبوية والقرآن الكريم.
- حضر مجالس الشيخعبد القادر الأرناؤوط  في الحديث النبوي.
- حضر دروس الشيخ زين العابدين التونسي .
- حضر دروس وخطب شيخ مقارئ بلاد الشام –سابقاً- الشيخ حسين الخطاب  في مسجد القاعة والثريا.
- حضر عند القارئ الشيخ محمد كريم راجح– (شيخ مقارئ بلاد الشام حالياً) في مسجد المنصور.
- حضر عند الشيخ الدكتور مصطفى البغا في مسجد الغواص.
- حضر عند الشيخ مصطفى التركماني في مسجد الأشمر.
- وحضر للشيخ محمد ناصر الدين الألباني دروسه في الحديث النبوي في منطقة المهاجرين، وحضر لتلاميذه الشيخ عيد عباسي والشيخ علي خشان.
- تعلم قواعد الخط العربي، فدرس هذا الفن وقواعده في سوريا منذ الصغر، ومارس كتابة أنواع الخطوط العربية مما ساعده في العمل ببعض مخطوطات التراث الإسلامي.

## عمله
- عمل الشيخ في مكتب تحقيق ( المكتبة الإسلامية ) لعدة سنوات، وقام بإعداد وتجهيز عدة كتب للطباعة والنشر.
- تم توكيل الشيخ من بعض الناشرين تجهيز موسوعة فتاوى الألباني المأخوذة من أشرطة التسجيل الخاصة به، فعمل فيها أكثر من خمسة مجلدات وجهزها كاملة بإشراف الشيخ  وهو في أواخر عمره، وتابع بعضها بعد وفاته .
- عمل منذ بداية عام 2008م في كتاب ( شرح السنة ) للإمام البغوي تهذيباً وتحقيقاً وتعليقاً.
- عمل خطيباً ومدرّساً في مساجد عمّان منذ قدومه إليها حتى الآن.
- عمل الشيخ مع الشيخ شعيب الأرناؤوط في عمان حوالي السنتين في مكتب تحقيق التراث التابع لمؤسسة الرسالة – بيروت، ودار البشير – عمّان، وقام بإعداد وتجهيز بعض كتب التراث الإسلامي للطباعة تحت إشرافه.
- انتُدِبَ الشيخ من قبل الملحق الديني السعودي في عمّان للسفر مع بعض المشايخ للدعوة إلى الله عز وجل على منهج الكتاب والسنة في أوروبا في رمضان عام 1992م في أمستردام، وتنقلوا في مساجد بلجيكا وهولندا ومراكزها الدينية.

## تدريسه
- يدرس الشيخ القرآن الكريم وعلومه، وتفسيره وتجويده من خلال كتاب تفسير ابن كثير، وفتح القدير، وتيسير الكريم الرحمن، وزبدة التفسير.
- يدرّس العقيدة الإسلامية من خلال (العقيدة الطحاوية، العقيدة الواسطية، تيسير العزيز الحميد، فتح المجيد، أعلام السنة المنشورة، لمعة الاعتقاد).
- يدرّس الحديث النبوي الشريف من خلال (رياض الصالحين، صحيح الترغيب والترهيب للمنذري، مختصر صحيح مسلم، جامع العلوم والحكم).
- يدرّس الفقه من خلال كتب (الروضة الندية، منار السبيل، بلوغ المرام، فقه السنة، تمام المنّة، الوجيز، صفة صلاة النبي صلى الله عليه وسلم)
- يدرّس قواعد اللغة العربية والنحو من خلال كتاب النحو الواضح.

## في الإعلام
- له بروز إعلامي على عدة قنوات منها : قناة وصال وقناة البابلية وقناة الحكمة وقناة الدرة وقناة القصيم وقناة بيان وقناة شدا الحرية وقناة شامنا وقناة سوريا الشعب
- له عدة برامج دينة وثورية منها : فتاوى وشذرات إيمانية وطوبى للشام ومعالم في طريق الثورة ونفحات ثورية

## مؤلفاته
وله عدة كتب مطبوعة منها :
- تأويل القرآن الكريم ومذاهب الفرق فيه
- كمال المنة في تهذيب شرح السنة